# Тржиште говеђег меса
Говедарство представља значајну грану сточарства и ниво његове развијености представља основни параметар развијености укупне пољопривредне производње. Најповољнија подручја за развој ове гране су првенствено ливаде и пашњаци. Говедарство може бити: млечно, млечно-месно и месно говедарствo.

## Међународно тржиште

### Број говеда
Број говеда у свету износи 1,5 милијарди грла у производном циклусу. Највећи узгајивач говеда је Индија, са 200 милиона грла, која даје 13% укупног светског броја. Она је специфична земља где се због верског фактора говеда узгајају ради производње меса и млека али не за своје већ, пре свега, инострано тржиште.

### Производња говеђег меса
Производња говеђег меса у свету износи 68 милиона тона (2013—14), што исказано по становнику износи нешто испод 10 килограма. У структури светске производње говеђе месо заузима треће место (иза свињског и пилећег) и учествује са 22%. Регионално посматрано највећи произвођач је Америкa које даје скоро половину светске производње. На трећем месту налази се Европа (иза Америке и Азије) са учешћем од 16%. Водећи светски произвођач говеђег меса су Сједињене Америчке Државе са производњом од 12 милиона тона, што чини скоро 20% укупне светске производње. Просечно се у САД годишње коље око 35 милиона грла говеда. Постоји више од 60 великих кланичних индустрија.
Четири компаније контролишу више од 80% закланих грла говедау САД су:
| Назив компаније                        | Дневни капацитет закланих грла | Удео у САД (%) | Продаја (милијарде долара) |
| -------------------------------------- | ------------------------------ | -------------- | -------------------------- |
| Tyson Foods Inc., Спрингдејл           | 28.700                         | 25             | 12,7                       |
| Cargill Meat Solutions, Вичита         | 29.000                         | 21             | -                          |
| JBS USA, Грили                         | 28.600                         | 18,5           | 9,2                        |
| National Beef Packing Co., Канзас сити | 14.000                         | 10,5           | 5,4                        |

### Међународни промет
Тржиште говеђег меса може да се подели на два подтржишта:
- Тржиште свежег и хлађеног меса - углавном потиче од товљених млађих категорија говеда и
- Тржиште смрзнутог говеђег меса - старијих узрасних категорија, које се, углавном, користи за прераду (конзерве, хамбургери, кобасичарски производи и сл.)

Међународни промет свежег и хлађеног говеђег меса износи 3,5 милиона тона, док промет смрзнутог меса износи 5,6 милиона тона. Укупан промет на нивоу је од десетак милиона тона и у исти доспева 15% укупне светске производње ове врсте меса. У структури промета говеђе месо налази се на трећем месту, иза пилећег и свињског са учешћем од 27%. Вредност извоза говеђег меса износи 45 милијарди долара годишње.
Са становишта обраде у међународни промет долази у четвртима (предња и задња четвртина), као и у основним деловима (тзв.”конфекционирано” месо). Са становишта температуре може бити хлађено (до 4 °C), дубоко смрзнуто месо (од –18 до -200 Целзијуса) и одмрзнуто (дефрострирано) месо.

### Извоз
Највећи регионални извозник хлађеног и замрзнутог говеђег меса је Европа, која у светском извозу учествује са једном четвртином. Водећи светски извозник говеђег меса је Индија која извози 1,5 милиона тона, доминира смрзнуто месо. У међународном промету учествује са 15%. На међународном тржишту остварује укупну вредност извоза од скоро пет милијарди долара. Највећи извоз усмерен је у Вијетнам, Египат и Малезију.
Велики извозници представљају земље Европске уније, захваљујући, пре свега, мерама јединствене аграрне политике (Common Agricultural Policy –CAP). Земље ове економске групације усвојиле су јединствене стандарде за промет говеђег меса, на основу меснатости – ЕУРОП.

### Увоз
Највећи регионални увозник говеђег меса, такође, је Европа, која апсорбује трећину укупних светских количина. Највећи увозник говеђег меса у свету су Сједињене Америчке Државе које увозе скоро милион тона, што чини 10% укупног светског увоза. За САД је карактеристично да је највећи произвођач говеђег меса, али представља и највећег светског увозника. Постоји неколико разлога, пре свега, висок ниво потрошње, високи доходак потрошача и сл. Приликом увоза меса САД примењују разне видове баријера, пре свега, увозне квоте, разне врсте тарифа, техничке баријере које се односе на здравствене и санитарне захтеве, као и поштовање високих стандарда квалитета. Највећи увоз се рализује из Аустралије, Мексика и Канаде. Највећи светски увозници су Кина, Јапан, Русија и Италија. Заједно са САД апсорбују трећину светског увоза.

### Потрошња
Највећи глобални потрошач говеђег меса су Сједињене Америчке Државе са нешто преко 12 милиона тона. Следе Бразил, Кина, Аргентина и Русија. Потрошња говеђег меса изражена по становнику у свету износи нешто изнад 10 килограма. Регионално посматрано највећу потрошњу имају потрошачи у Северној Америци, где износи нешто преко 30 килограма. У Европским земљама потрошња је нижа, пре свега, услед навика у потрошњи, и износи скоро 20 килограма. Ово је условљено навикама у потрошњи. Највећу потрошњу у свету има Аргентина са 54 килограма. Висока домаћа производња, као и навике у потрошњи утицали су на потрошњу ове врсте меса. Највећи светски потрошачи приказани су на хистограму 73. Евидентно је да међу највећим потрошачима нема европских земаља, који су релативно мали потрошачи ове врсте меса. Највећи европски потрошач је Данска. На потрошњу говеђег меса значајан утицај имају и компаније које се баве производњом и продајом тзв. „брзе хране“ – fast food.

## Тржиште говеђег меса у Републици Србији

### Број грла
Узгаја се 920 хиљада грла говеда. Узгој говеда организован је кроз два вида производње, у агроиндустријским (пољопривредним) предузећима (мешовити сектор) и породичним домаћинствима. Узгој говеда доминантно је у рукама породичних домаћинстава, која поседују преко 90% сточног фонда али узгајају мали број грла по домаћинству. Агроиндустријска предузећа карактерише узгој са већим бројем грла, по правилу бољег расног састава. Највећи број грла узгаја се у региону Шумадије и Западне Србије (45%), следи регион Војводине (28%), регион Јужне и Источне Србије (20%) и регион града Београда са 7%. Анализирајући по окрузима највећи број грла гаји се у Златиборском округу (општине: Ариље, Бајина Башта, Косјерић, Нова Варош, Пожега, Прибој, Пријепоље, Сјеница, Ужице и Чајетина), који даје 10% укупног броја грла.

### Производња меса
Производња меса износи 73 хиљадe тона (2013—14), што прерачунато по становнику износи 10 килограма. Присутан је тренд значајног пада. Пре десетак година производња је износила 120 хиљада тона. У европској производњи Србија учествује испод један посто и налази се у другом делу међу европским земљама. У структури укупне производње меса у Србији, говеђе месо налази се на трећем месту, иза свињског и пилећег. Телесна маса говеда при клању изузетно је мала, а посебно крава и јунади (450—480 килограма). Неодговарајућа је и структура клања грла јер се још увек коље велики број телади у односу на укупан број закланих грла и на број закланих крава и јунади. У структури закланих грла доминантно место имају говеда за клање са 70%, док је још увек високо учешће телади од 30%, што је свакако незадовољавајуће с обзиром на укупну продукцију меса у земљи.

### Прерада
Постоји око 40 већих индустријских капацитета за клање говеда, и велики број малих комуналних и индивидуалних кланица. Укупан број закланих грла износи 320 хиљада, од тога мање од половине коље се у великим кланичним капацитетима. Укупни капацитети за клање говеда износе нешто изнад милион грла.

### Потрошња
Потрошња износи око пет килограма по становнику годишње. У структури потрошње налази се на трећем месту иза пилећег и свињског меса. Остварује тенденцију значајног пада у односу на ранији период када је износила петнаестак килограма годишње. Значајно је мања од европског просека. Упоређујући малопродајне цене говеђег са осталим врстама меса треба истаћи да је ова врста меса скупља, просечно за око 20% од свињског, и за 40% од пилећег меса, што ће и даље утицати на мању потрошњу ове врсте меса.

### Промет
Месо говеда ставља се у промет као: телеће месо (телетина), јунеће месо (јунетина) и говеђе месо (говедина):
- Телеће месо (телетина ) - месо добијено клањем телади старости од 3 недеље до 6 месеци, тежине трупа од 25 до 125 кг. Телеће месо ставља се у промет као телеће месо I, II и III категорије.
- Јунеће месо (јунетина) - месо добијено клањем јунади, и то некастрираних мушких грла старости од 6 до 18 месеци и јуница и кастрираних мушких грла старости од 6 до 30 месеци.
- Говеђе месо (говедина) - месо добијено клањем женских и кастрираних мушких грла старијих од 30 месеци и бикова старијих од 18 месеци.

Према основним деловима трупа, полутки и четврти, јунеће и говеђе месо стављају се у промет као јунеће односно говеђе месо, I, II и III категорије. Месо потслабина (бифтек) ставља се у промет као месо ван категорије (потслабином) јунећег и говеђег меса подразумевају се мишићи ослобођени већих наслага масног ткива (лоја).
- Под јунећим односно говеђим месом I к атегор иј е подразумева се месо бута без коленице и делова трбушине. Јунеће месо I категорије и говеђе месо I категорије стављају се у промет са или без костију.
- Под јунећим односно говеђим месом II категори је подразумева се месо слабина без послабина, месо леђа и месо плећке.
- Под јунећим односно говеђим месом III кате гори је подразумева се месо преосталих делова полутке: врат, потплећка, груди, ребра, трбушина, коленица и подлактица.

### Спољнотрговинска размена
Извоз говеђег меса доста је скроман и износи нешто испод две хиљаде тона, што вредносно износи осам милиона долара. Извоз је усмерен у пет земаља света. Највећи извоз реализује се у Црну Гору 600 тона, односно 39% укупног извоза. Укупан увоз износи око 700 тона. Највећи увоз реализује се из Аустрије, Босне и Херцеговине, Шпаније и Црне Горе. Република Србија остварује позитиван биланс спољнотрговинске размене говеђег меса.